# Chapstick

ChapStick

Chapstick (Eigenschreibweise: ChapStick) ist eine marktführende Lippenpflegestiftmarke, die heute von der Firma GlaxoSmithKline produziert wird. Verkauft wird sie in den Vereinigten Staaten, Australien, Kanada und Schweden. Ähnlich wie Labello in Deutschland, wird der Markenname in der englischsprachigen Welt umgangssprachlich als Gattungsname zur Bezeichnung jeglicher Lippenpflegestifte verwendet.

## Inhaltsstoffe
Als aktiver Inhaltsstoff des original ChapSticks wird 45 % Vaseline angegeben. Weitere Inhaltsstoffe sind unter anderem, Arachidylpropionat, Kampfer, Carnaubawachs, Cetylalkohol, Isopropyllanolat, Isopropylmyristat und Lanolin. Es gibt diverse ChapSticks mit unterschiedlichen zusätzlichen Aromen.

## Geschichte
ChapStick wurde in den 1890er Jahren von Charles Browne Fleet, einem Apotheker aus Lynchburg (Virginia), erfunden. Die ersten Produkte sahen aus wie in Stanniol gewickelte Kerzen. Fleet verkaufte das Rezept 1912 für 5 Dollar an John Morton, der zusammen mit seiner Frau eine noch in Heimproduktion hergestellte rosafarbene, in Messinghüllen verpackte Variante des Lippenpflegestifts einführte, die Morton Manufacturing Company gründete und die Produktion angesichts steigender Verkaufszahlen schließlich in eine Fabrik verlagerte. Das heute noch verwendete ChapStick-Logo wurde 1936 von Frank F. Wright entworfen. 1963 verkauften die Mortons die Rechte an ChapStick an das in Richmond ansässige Unternehmen A.H. Robins. Seit den 1970er Jahren wurden neue Aromen eingeführt und die Metallverpackung durch Plastik ersetzt.
A.H. Robins wurde 1989 von American Home Products (2002 umbenannt in Wyeth) übernommen, Wyeth 2009 von Pfizer. 2018 verschmolzen Pfizer und GlaxoSmithKline ihre mit der Produktion und Vermarktung rezeptfreier Gesundheitsprodukte befassten Sparten zu einem Joint Venture, das seitdem von GlaxoSmithKline gemanagt wird. Neben ChapStick gehören unter anderem Sensodyne-Zahnpasta, Spalt-Schmerztabletten, Fenistil und Voltaren zu den Produkten des Gemeinschaftsunternehmens.